# ソムリエ

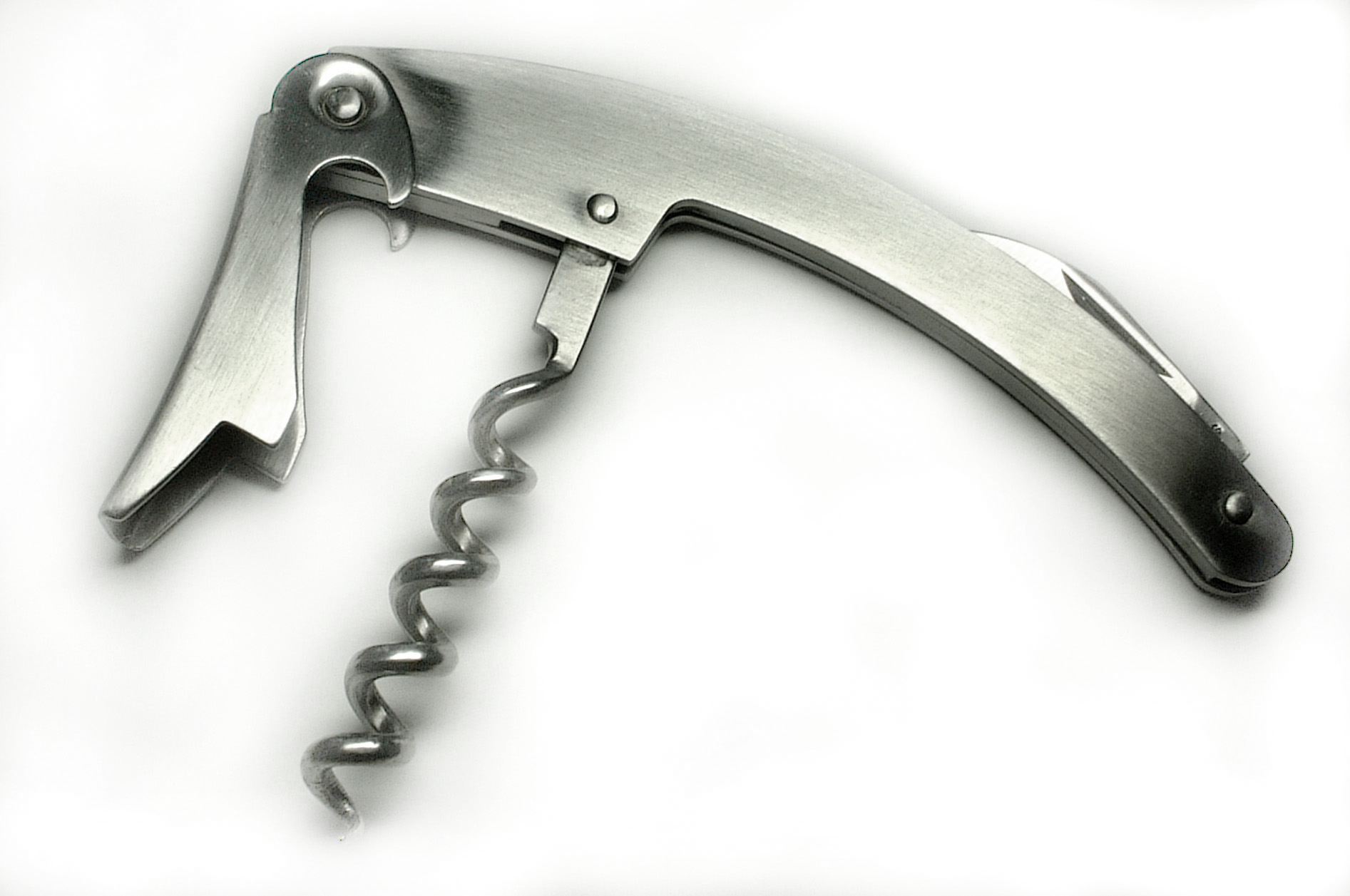
ソムリエナイフ

ソムリエ（仏: sommelier、女性単数形：sommelière）は、レストランなどで客の要望に応えてワインを選ぶ手助けをするワイン専門の給仕人である。ワインソムリエやワインコーディネーターとも呼ぼれる。広義では、アルコール飲料を提供する飲食サービス業従事者（飲食サービス、ワイン・酒類・飲料仕入れ、管理、輸出入、流通、販売、教育機関、酒類製造など）全般を指す。
フランス、イタリアでは国家資格となっている。また、日本では、日本ソムリエ協会（JSA）認定・農林水産省後援の「ソムリエ」・「ソムリエ・エクセレンス」・「ワインエキスパート」・「ワインエキスパート・エクセレンス」と、全日本ソムリエ連盟（ANSA）認定の「ソムリエ」・「ワインコーディネーター」・「ワインナビゲーター」の民間資格がある。

## 歴史
ソムリエの発祥時期は明確には分かっていない。中世ヨーロッパにおいて、王の飲食物管理や毒味役を担った食事係（officier de bouche）が管理していた荷車（仏: sommier）が語源であると考えられる。12世紀のイタリアで著された医学書『サレルノ養生訓』では、良いワインの選び方やワインと健康についての考察がなされている。イギリスの貴族の屋敷においてはバトラーがワインを管理しており、品質に関する知識も不可欠だった。
19世紀のパリのレストランにおいて、ワインを専門に担当する現代のソムリエに近い役割が出現しはじめた。この当時、レストランのカーブ（地下貯蔵庫）にあるワイン樽から瓶詰めを行うこともソムリエの大切な仕事であった。
1907年には、現在のフランス・ソムリエ協会の前身であるパリ・ソムリエ組合（Union des Sommeliers de Paris）が誕生した。この組合には800名程度の組合員が存在したが、第二次世界大戦による組合員の戦死により200人にまで減少した。また、シャトー（醸造元）から瓶詰めワインが直送されるようになり、ソムリエの重要な仕事であったカーブでの瓶詰め作業が不要になるなど、ソムリエという職能自体が危機に瀕した。このため、ソムリエの重要性を世間に知らせようとして、1969年にパリ・ソムリエ協会（フランス・ソムリエ協会）が結成された。またその後、国際ソムリエ協会も設立され、ソムリエの育成やワインの知識伝達に勤めている。

## 教育と資格

### フランス
フランスでは以下の国家資格とされている。
- 資格レベルV - MC Sommellerie
- 資格レベルIV - BP Sommelier
- 資格レベルIII - Un des meilleurs ouvriers de France (diplôme d'Etat) Groupe Métiers de bouche Spécialité : cuisine-restauration option sommellerie
- 資格レベルII - 職業学士（Licence Professionnelle）- Commerce option Commerce des vins et Oenotourisme
- 資格レベルI - Diplôme National d’œnologue

### イタリア
イタリアソムリエ協会(AIS)認定ソムリエ制度が存在する。AIS認定を受けるとそれぞれ規定デザインのバッジが授与され、資格者として着けることが許される。
このAIS認定ソムリエは、イタリア国内で開催される「養成コース」を受講し、その後の試験に受かる事により正式な「ソムリエ」としての認定をされる。2004年に現在AISとともにコラボレーションをしている「Accademia deivini」が設立されたことにより日本語翻訳での受講が可能。
プロソムリエ
(筆記試験、口頭試問、テイスティング、食べ物の食べ合わせ等の試験)に合格したもの。
ソムリエ　
(筆記試験、口頭試問、テイスティング、食べ物の食べ合わせ等の試験)に合格したもの。
このソムリエの中には「ソムリエ」と「プロソムリエ」があり、養成コースと試験は同じ。「ソムリエ」として食の分野の中で働いている人（レストランのソムリエ、ワイン輸入業者等）が協会本部に申請をする事によって「プロソムリエ」としての認定をされる。

## 日本の民間資格

### 日本ソムリエ協会認定資格
認定を受けるとそれぞれ規定デザインのバッジが授与され、資格者として着けることが許される。
ソムリエ資格
以下の職務を通算3年以上経験し、第一次試験日においても従事しているものが受験資格を持つ。バッジは葡萄1房に『Sommelier』と入ったリボンが掛かっているデザイン。色は全体が金。
- 酒類・飲料を提供する飲食サービス
- 酒類・飲料の仕入れ、管理、輸出入、流通、販売、製造、教育機関講師
- 酒類・飲料を取り扱うコンサルタント業務

以上の受験資格を持ち、試験に合格したものに与えられる。
ソムリエ・エクセレンス資格
資格認定後3年以上経過したJ.S.A.ソムリエまたはJ.S.A.ワインアドバイザー資格認定者で、以下の職務を通算10年以上経験し、第一次試験日においても従事しているものが受験資格を持つ。バッジは葡萄1房に『Sommelier Excellence』と入ったリボンが掛かっているデザイン。色は葡萄部分と文字が金、リボン部分が白。
- 酒類・飲料を提供する飲食サービス
- 酒類・飲料の仕入れ、管理、輸出入、流通、販売、製造、教育機関講師
- 酒類・飲料を取り扱うコンサルタント業務

以上の受験資格を持ち、試験に合格したものに与えられる。
ワインエキスパート
ワインを中心とする酒類、飲料、食全般の専門的知識、テイスティング能力を有するもの 職種、経験は不問
ソムリエ職種に就いていて受験に必要な経験年数に満たないものが、規定の試験に合格すれば認定される。バッジは葡萄1房に『Wine Expert』と入ったリボンが掛かっているデザイン。色は全体が金。
ワインエキスパート・エクセレンス
J.S.A.ワインエキスパート資格認定者であり、ワインエキスパート認定後5年を経過し、年齢30歳以上のものが規定の試験に合格すれば認定される。バッジは葡萄1房に『Wine Expert Excellence』と入ったリボンが掛かっているデザイン。色は葡萄部分と文字が金、リボン部分が黒。
上記の「ワイン、アルコール飲料を提供する飲食サービス業従事歴」には、仕事の中でワインを扱うものの、その選択を事実上殆ど行わない航空機の客室乗務員なども含まれる。
上記以外にも、ワインの普及に功績のあった人物などに授与される「名誉ソムリエ（ソムリエ・ドヌール）」の称号がある。
なお、以前存在した資格として下記がある。
マスターソムリエ資格
シニアソムリエの中から、関係者の推薦によって認定される。(日本ソムリエ協会が認定するマスターソムリエ呼称は、2014年に廃止となった)
ワインアドバイザー
シニアワインアドバイザー
2015年まではソムリエ受験資格はワイン、アルコール飲料を提供する飲食サービス業に5年以上（日本ソムリエ協会の会員歴が3年以上ある場合は3年以上）従事したことがあるもの、とされていたが、OIV（国際ぶどうぶどう酒機構）で「ワイン・酒類・飲料の仕入れ、管理、輸出入、販売、教育機関、酒類製造に従事するもの」もソムリエである、と定義されたことより、ソムリエとワインアドヴァイザーの呼称統一が行われた。このため、ソムリエの受験資格も従来ワインアドヴァイザー受験資格に必要であった通算3年の業務期間に統一された。
以下は、呼称が変更された。
シニアソムリエ
シニアワインエキスパート
2019年度よりシニア呼称はエクセレンス呼称に名称変更

### 全日本ソムリエ連盟認定資格
実際の認定業務はANSAの上部団体である料飲専門家団体連合会（FBO）が行っている。受験にはFBO認定会員に入会した上で所定の講習を受講する必要があるが、日本ソムリエ協会の資格と異なり、飲食店での実務経験は要求されない。
プロフェッショナルソムリエ資格
既にソムリエ / ワインコーディネーター資格を取得している者で、FBO所定の講習を受講し、認定試験に合格した者。
ソムリエ / ワインコーディネーター資格
FBO所定の講習を受講した上で、認定試験に合格した者。なおFBOが認定する他のアルコール飲料関連の資格（きき酒師・焼酎アドバイザーなど）を保持している者については試験が一部免除される。